# Dirphya kafakumbae
Dirphya kafakumbae là một loài bọ cánh cứng trong họ Cerambycidae.